# Pentheria septentrionalis
Pentheria septentrionalis är en tvåvingeart som beskrevs av Lyneborg 1972. Pentheria septentrionalis ingår i släktet Pentheria och familjen stilettflugor.
Artens utbredningsområde är Tanzania. Inga underarter finns listade i Catalogue of Life.